# Adam Fredrik Netherwood

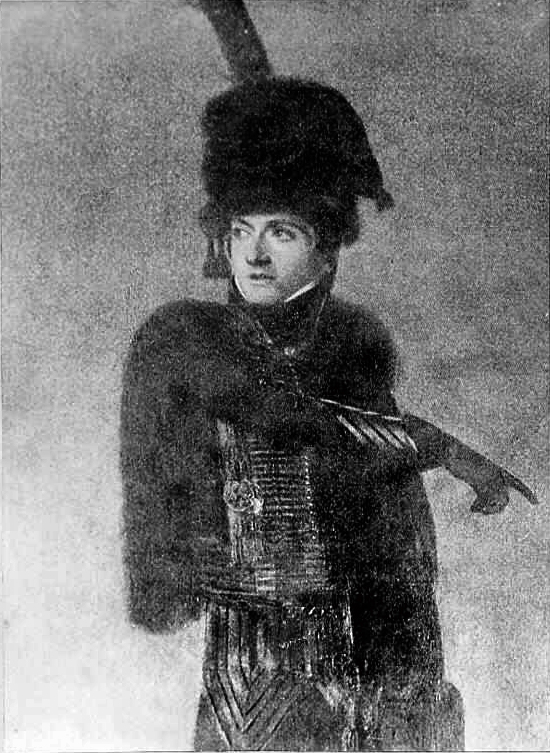
Adam Fredrik Netherwood

Adam Fredrik Netherwood, född 1 maj 1772, död 25 april 1803, var en svensk militär. Netherwood var född på Byestads gård i Korsberga socken i Jönköpings län län, inskrevs 1784 vid Livgardet, kom i krigstjänst 1788 och deltog i Gustav III:s ryska krig. Under finska kriget blev han löjtnant vid Jönköpings regemente och utnämndes till vicekorpral vid Livdrabanterna 1793. 

## Överfallet på Drottningholm
För att få hertig Karls uppmärksamhet och påskynda sina befordringar, iscensatte han ett upptåg, som skulle föreställa ett attentat mot hertigen. En oktoberafton 1795 avlossades utanför fönstren vid Drottningholms slott ett skott, och Netherwood, som för tillfället hade vakten, instörtade, visade sin genomskjutna rock och berättade, att han blivit överfallen av tre karlar, vilka synbarligen tagit honom för hertigen-regenten. Det upptäcktes emellertid, att Netherwood var ensam aktör, även om Reuterholm misstänktes ha ett finger med i spelet. Motivet för hans del skulle vara att öka sin betydelse genom att påvisa hur utsatt hertigen var. Hur som helst, tog Reuterholm genast avstånd från händelsen och utpekade Netherwood som ensam skyldig till bedrägeriet. Netherwood, som på grumliga grunder försågs med en rundlig reskassa begav sig då till Frankrike.

## Militär karriär
I Frankrike kom han snart att ingå som ryttmästare vid femte franska husarregementet, och 1796 utnämndes han till adjutant hos general Salm och till major i franska armén. 1798 följde han Napoleon Bonaparte till Egypten, och utmärkte sig i synnerhet i slaget vid pyramiderna, så att Bonaparte lär ha yttrat i en bulletin, att Netherwood var ämnad till marskalk. Under Bonapartes egyptiska fälttåg var Netherwood, »capitaine adjoint à l'état-major». Han deltog i expeditionen till Syrien 1799. Han ledde en anfallskolonn av tio grenadjärer vid stormningen av Jaffa och vid anfallen på Saint-Jean d'Acre sårades han i kampen mot turkarna. Den 13 maj 1799 utnämndes han av general Bonaparte till skvadronschef.
Sedan Bonaparte lämnat Egypten, blev Netherwood adjutant hos den nye överbefälhavaren, general Kléber och deltog i striderna mot turkarna. I bataljen vid Heliopolis anföll han i spetsen för kavalleriet de turkiska skarorna och blev i denna chock sårad. 
Den 20 september 1800 befordrades han av Klébers efterträdare, general Menou, till brigadchef »à la suite» vid sjunde husarregementet; i fullmakten sägs särskilt, att överbefälhavaren genom denna utnämning "vill ge ett vittnesbörd om de tjänster Netherwood gjort armén och om hans utmärkta tapperhet, framför allt vid Jaffa och Heliopolis". Även hos general Menou tjänstgjorde Netherwood som adjutant.
Den  8 februari 1801 inlämnade Netherwood till förste konsuln en ansökan om vidare tjänst. Bonapartes resolution på denna ansökan gavs samma dag och innehöll, att Netherwood skulle få bekräftelse på sin grad som brigadchef, varpå formlig fullmakt av förste konsuln skulle omedelbart utfärdas. Ansökan om två månaders permission beviljades nio dagar därefter, den 17 februari 1801, och Netherwood fick under permissionstiden uppbära full avlöning. 
I en kort skrivelse, daterad Hôtel de Chatelion, Rue de Lycée, Paris den 18 oktober 1801, anhöll han hos krigsministern att bli anställd i den armé, som skulle avgå på expeditionen till Saint-Domingue. Denna ansökan beviljades, och Netherwood utnämndes redan den 24 oktober 1801 till förste adjutant hos överbefälhavaren för expeditionen, general Leclerc, en svåger till förste konsuln. Redan den 2 november 1802 dog general Leclerc och efterträddes av general Rochambeau.
Netherwoods ansökan att efter åtta månaders förlopp få permission bifölls av krigsministern den 15 mars 1803, men då resolutionen kom till Santo Domingo, var Netherwood inte längre i livet.

## Äktenskap och död
Den 27 mars 1803 annonserades bröllopet mellan Netherwood och Marie-Thérèse Lemit, född i Port-au-Prince den 22 juli 1774, dotter till arkitekten Pierre Lemit och hans hustru Catherine-Thérèse Masson. Bröllopet hade ännu inte hunnit firas, då den 29 mars en häftig sammandrabbning mellan de franska trupperna och slavarna stod vid Petit Goave. Det var Netherwoods sista strid – han blev här illa sårad. 
Den 1 april 1803 stod i Port-au-Prince Netherwoods bröllop med Mlle Lemit. Den civila vigseln förrättades af "commissaire de 1'état civil" Marie-Charles-Nicolas Coulon. Bröllopet firades i brudens hem och här bodde Netherwood under den tid han ännu hade kvar att leva. Han avled den 26 april 1803.

## Familj
- Föräldrar: kaptenen Magnus Vilhelm Netherwood och Anna Elisabet Stålhammar.
- Hustru: Marie-Thérèse Netherwood, född Lemit.